# Eliminator (jeu vidéo, 1999)
Pour les articles homonymes, voir Eliminator.
Eliminator est un jeu vidéo d'action sorti en 1999 sur PlayStation et Windows. Le jeu a été développé par Magenta Software et édité par Psygnosis.